# Slaven Bilić
Slaven Bilić (* 11. září 1968, Split, SR Chorvatsko, SFR Jugoslávie) je chorvatský fotbalový trenér a bývalý fotbalista, od roku 2015 do roku 2017 působil v klubu West Ham United FC jako trenér.

## Hráčská kariéra
- HNK Hajduk Split (mládež)
- HNK Hajduk Split 1988–1993
- →  NK Primorac 1929 (hostování) 1988
- →  HNK Šibenik (hostování) 1988–1989
- Karlsruher SC 1993–1996
- West Ham United FC 1996–1997
- Everton FC 1997–1999
- HNK Hajduk Split 1999–2000

## Trenérská kariéra
- HNK Hajduk Split 2001–2002
- Chorvatsko U21 2004–2006
- Chorvatsko 2006–2012
- FK Lokomotiv Moskva 2012–2013
- Beşiktaş JK 2013–2015
- West Ham United FC 2015–2017
- Al Ittihad 2018–2019
- West Bromwich Albion 2019–2020
- Peking Čung-che Kuo-an 2021–2022

## Reprezentační kariéra
Celkově za chorvatský národní výběr odehrál 44 zápasů a vstřelil v něm 3 branky. Zúčastnil se EURA 1996 v Anglii a MS 1998 ve Francii.